# بینستیگره
بینستیگره شهری در شهرستان توئسه در استان بازگا در بورکینافاسوی مرکزی است و جمعیت آن ۱۰۷۶ نفر است.